# Syde
Syde lub Side – wieś i civil parish w Anglii, w Gloucestershire, w dystrykcie Cotswold. W 2001 civil parish liczyła 30 mieszkańców. Syde jest wspomniana w Domesday Book (1086) jako Side.